# Chatel-Jeannin
Chatel-Jeannin (nach einer anderen Quelle Châtel-Jeannin) war ein deutscher Hersteller von Automobilen.

## Unternehmensgeschichte
Das Unternehmen war in Mülhausen im Oberelsass ansässig. Das Elsass gehörte damals als Teil des Reichslandes Elsaß-Lothringen zum Deutschen Reich. Die Leitung oblag den Herren Georges Châtel und Jeannin. Zwischen 1902 und 1903 entstanden dort Automobile.

## Fahrzeuge
Das kleinere Modell 7 PS war ein Zweisitzer. Der Einzylindermotor und das Zweiganggetriebe waren im Heck oberhalb der Hinterachse angeordnet. Beim größeren Modell 12 PS war der Zweizylindermotor unterhalb der vorderen Sitzbank montiert. Die Karosserieform Tonneau bot Platz für vier Personen. Die Höchstgeschwindigkeit war mit 80 km/h angegeben.